# Follia d'amore
Follia d'Amore är en låt framförd av den italienska sångaren Raphael Gualazzi. Låten representerade Italien vid Eurovision Song Contest 2011 i Düsseldorf, Tyskland. Låten är skriven och komponerad av Gualazzi själv.
I Düsseldorf  framfördes låten på både engelska och italienska, men låttiteln blev den engelska, det vill säga "Madness of Love".